# Andrzej Kędzior
Andrzej Kędzior (7. listopadu 1851 Toporów – 17. ledna 1938 Krakov) byl rakouský a polský politik z Haliče, na počátku 20. století poslanec Říšské rady, v meziválečném Polsku poslanec Sejmu, člen senátu a ministr veřejných prací.

## Biografie

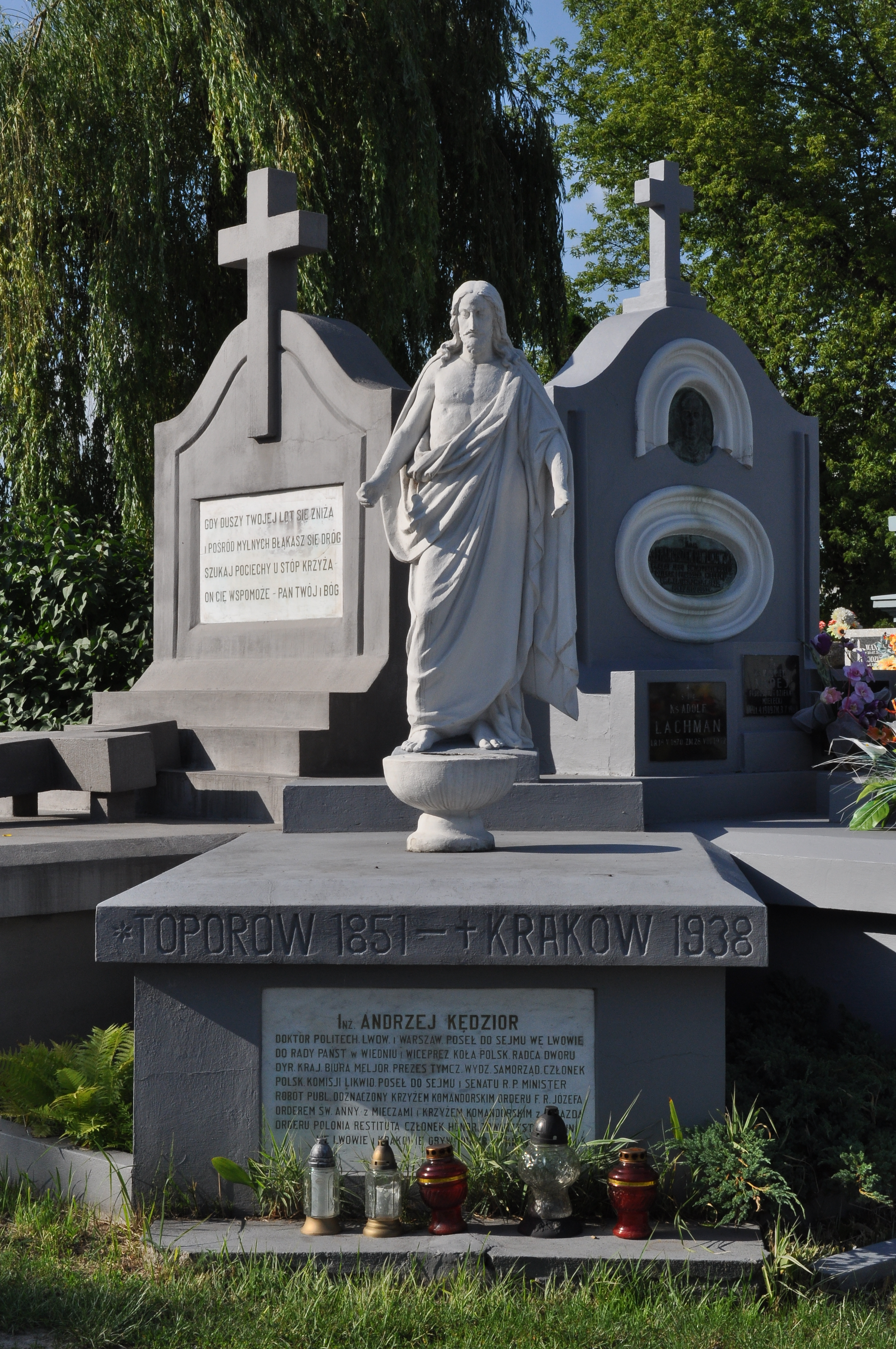
Hrob Andrzeje Kędziora

Vystudoval polytechniku, Vysokou školu zemědělskou a Vídeňskou univerzitu. Od roku 1879 pracoval v úřadu pro melioraci při zemské správě ve Lvově. V letech 1892–1915 byl ředitelem tohoto úřadu. Angažoval se v politice. Od roku 1908 zasedal jako poslanec Haličského zemského sněmu. Byl členem Polské lidové strany „Piast”.
Na počátku 20. století se zapojil i do celostátní politiky. Ve volbách do Říšské rady roku 1911 získal mandát v Říšské radě (celostátní zákonodárný sbor) za obvod Halič 44. Byl členem poslanecké frakce Polský klub. Ve vídeňském parlamentu setrval až do zániku monarchie. Na Říšské radě se angažoval v rozpočtových a vodohospodářských tématech.
V roce 1918 vedl oddělení veřejných prací v Polské likvidační komisi. Od roku 1919 byl poslancem Sejmu za Polskou lidovou stranu „Piast”. V letech 1922–1917 byl členem Polského senátu. Zastával i vládní funkci. V roce 1918 a v období let 1919–1920 působil coby polský ministr veřejných prací. V letech 1922–1928 byl předsedou provizorního samosprávního úřadu ve Lvově.